# 強烈熱帶風暴雲茵 (1984年)
強烈熱帶風暴雲茵（英語：Severe Tropical Storm Wynne，菲律賓大氣地球物理和天文服務管理局：Asiang）是1984年太平洋颱風季中其中一個熱帶氣旋，風暴於6月19日形成，在6月26日消散，維持了約一週。雲茵最初源自菲律賓海以北海面的熱帶擾動，其後成為熱帶低氣壓並在同日再增強為熱帶風暴。它自生成以來一直以偏西方向移動，由於其上層一直有較強的垂直風切變，其發展始終受到限制，到6月24日凌晨登陸並短暫通過臺灣恆春半島附近，之後進入南海北部及經過香港以南海面，組織持續改善。它最終在6月26日登陸中國大陸廣東省雷州半島沿岸，翌日消散。
雲茵對華南地區造成破壞，主要是雷州半島，江門市、茂名市、湛江市農業受到較大損失。電白縣逾千間房屋倒塌，沿海卅萬畝稻田受損，五萬畝甘蔗遭吹倒，五成以上林苗折斷。它同時導致皇家香港天文台需要懸掛該年唯一一個八號烈風或暴風信號，不過它移動較快，是次八號信號只是持續不足三小時，是二戰後至今總持續時間最短的八號信號，使到上班族需要立刻趕搭交通工具，東區走廊也出現啟用以來首次嚴重擠塞。至於菲律賓有三人因風暴帶來的西南氣流而喪生，當地100平方公里的稻田遭到破壞。

## 氣象歷史
一道季風槽於6月14日在南海生成並向東延伸到菲律賓海，一個熱帶擾動也於6月16日在菲律賓海北部的這道季風槽內生成。此熱帶擾動起初沿著副熱帶高壓脊南邊向西移動，又於6月19日早些時候受惠高海水溫度而渦流不斷加深，同時高空高壓在低層環流上空形成。之後在低空幅合及高空輻散的促成下，此熱帶擾動增強成為熱帶低氣壓，當時其位於臺北市之東南偏東約1350公里之洋面上。當日晚上，再增強為熱帶風暴，美國聯合颱風警報中心命名為雲茵，臺灣交通部中央氣象局亦將其升格為輕度颱風。皇家香港天文台在6月21日才認可其為熱帶風暴，菲律賓大氣地球物理和天文服務管理局基於這風暴進入菲律賓責任區，亦開始對其進行監測並給予其菲律賓名稱「Asiang」。
雲茵自生成以來受到橫跨華中地區、華南地區及西太平洋的副熱帶高壓脊影響，一直以偏西方向移動，最初各氣象部門都預計會轉向東北，但結果成為自19世紀末始百年來，首個6、7月持續西行的熱帶氣旋。由於雲茵上層一直有較強的垂直風切變，其發展受到限制，到6月23日香港天文台再將它升格為強烈熱帶風暴。同日它移速加快而且逐漸增強，到6月24日凌晨1時至2時間登陸並短暫通過恆春半島附近，之後進入南海東北部朝東沙群島進發。出海後的它組織持續改善，密集雲團區域擴大至約直徑200公里，在經過香港以南海面時，一艘美國海軍艦艇和香港境內均一度錄得110公里每小時的最大風速，在大老山亦錄得陣風152公里每小時，離岸則錄得陣風130公里每小時。風暴帶來的西南氣流同時導致呂宋島洪水氾濫，當地100平方公里的稻田遭到破壞，三名漁民在呂宋島北部海面淹死。
它最終在6月25日晚上（香港時間6月26日早上）登陸中國大陸廣東省吳川縣博茂港一帶並影響雷州半島，其結構迅速崩潰，翌日美方、香港天文台及中央氣象局均降格為熱帶低氣壓，同日進入越南北部並在河內市減弱為殘餘低壓區。

## 影響

### 臺灣
- 當地評定巔峰強度分級：（CWB）
- 當地評定最大持續風速：28每秒（54節；100每小時）（一分鐘）
- 當地評定中心最低氣壓：982百帕斯卡（29.00英寸汞柱）
- 當地發布之颱風警報：海上陸上颱風警報

雲茵是該年侵臺首個風暴，也令中央氣象局6月21日下午發布海上颱風警報，再於22日晚上發佈陸上颱風警報，到24日早上及下午分別解除陸上及海上警報。在此之前，中央氣象局在風暴形成時即發表「颱風消息」，提醒當時臺灣東北、東南及北部海面作業的漁民特別注意，其後因應風暴逼近，更表示船隻要嚴加戒備。侵臺當時其七級風暴圈半徑達150公里，而且曾於6月24日凌晨1時至2時間登陸並短暫通過恆春半島附近，恆春曾錄得陣風達十級，然後進入南海。風暴對臺灣影響有限，僅為東南部地區帶來較大風雨，雖未造成嚴重災害，但台東縣卻有一人死亡，另外部分地區積水，西瓜田流失，除上述之外，沒有其他災情報告。而蘭嶼氣象站錄得最大風速為41米每秒，臺東氣象站錄得總雨量為219.6毫米。

### 香港
- 當地評定巔峰強度分級：（HKO）
- 當地評定最大持續風速：90每小時（25每秒；49節）（十分鐘）
- 當地懸掛之最高熱帶氣旋警告信號： 八號東北烈風或暴風信號
- 最接近當地時間：1984年6月25日上午5時
- 最接近當地位置：天文台總部以南約130公里

皇家香港天文台在6月24日上午3時20分懸掛一號戒備信號，隨著雲茵移近香港，風力開始增強，天文台於同日下午3時30分改掛三號強風信號。因為離岸開始受烈風影響，天文台在翌日上午4時30分改掛八號東北烈風或暴風信號，約半小時後，天文台錄得最低瞬時海平面氣壓990.6百帕，當時雲茵亦最接近香港，於香港以南約130公里掠過。隨着雲茵高速度西移，香港風力迅速緩和，因此天文台就在7時10分改掛三號強風信號，再在下午1時32分除下所有信號。是次八號信號只是持續2小時40分，期間沒有改掛更高或其他風向信號，是二戰後至今總持續時間最短的。
因應雲茵來襲，包含珠江客運及油蔴地小輪在內，往返澳門及中國大陸的所有渡輪在6月24及25日均被暫停，機場方面則有各有一班航機改飛其他地方及取消。當局港九市區開放十個庇護站，可容納1,100人，同時宣佈所有學校在6月25日停課。風暴對香港的影響不太明顯，僅在九龍多處有棚架倒塌，香港島則有四宗塌樹報告。風暴引發的一股水龍捲於6月24日下午2時半在香港島西南海面出現並向東南方面移動，持續逾十分鐘，長洲、南丫島及香港島西部都可以見到，其中長洲東灣有數千人目睹此情景，這水龍捲沒有登岸及造成任何破壞。
在天文台6月25日（星期一）上午迅速除下八號信號而改掛三號信號後，使到剛度過周末且以為得到颱風假的上班族，需要立刻趕搭交通工具，但大部分交通工具未能趕及配合，以致車站人頭湧湧，不少人等候逾半小時也未能上車；剛啟用不久的東區走廊就出現首次嚴重擠塞，路上車輛行動緩慢；這次混亂交通影響數十萬人，部分人因非常狼狽而對天文台安排大感不滿，表示突然改掛三號信號不合時機。

### 中國大陸
- 當地評定巔峰強度分級：（CMA）
- 當地評定最大持續風速：30每秒（58節；110每小時）（二分鐘）
- 當地評定中心最低氣壓：970百帕斯卡（28.64英寸汞柱）

中國大陸廣東省當局透露，該年「第二號颱風」（指雲茵）已於6月25日晚上7時於吳川縣博茂港一帶登陸，風力八至九級，陣風達十級，隨後經湛江市區及遂溪縣，進入北部灣及消散。雷州半島一帶受風暴影響通訊中斷或停電，不少房屋倒塌或受損，樹木被吹倒。全省至少16縣市下大雨到暴雨程度，湛江市郊曾錄得高達204毫米雨量，江門市、茂名市、湛江市農業亦受較大損失。電白縣逾千間房屋倒塌，沿海卅萬畝稻田受損，五萬畝甘蔗遭吹倒，五成以上林苗折斷。可是，廣東省當局沒有透露風暴帶來的詳細人員傷亡數目。

## 熱帶氣旋警告使用記錄

### 臺灣
| 中央氣象局 颱風警報 | 中央氣象局 颱風警報 | 中央氣象局 颱風警報 |
| ------------------- | ------------------- | ------------------- |
| 上一熱帶氣旋        | 海上颱風警報        | 下一熱帶氣旋        |
| 強烈颱風佛瑞特      | 海上颱風警報        | 中度颱風亞力士      |
| 強烈颱風愛倫        | 陸上颱風警報        | 中度颱風亞力士      |

## 註腳
1. ↑  由懸掛（發出）至除下（取消）八號烈風或暴風信號期間，沒有改掛（改發）更高信號及其他風向信號。
2. ↑  包括日本氣象廳在內的全世界大部分區域專責氣象中心採用十分鐘持續風速衡量熱帶氣旋強度，但美國的聯合颱風警報中心採用一分鐘持續風速，兩個數值的換算比約為1比1.14。[6]

## 外部連結
- 1984年熱帶氣旋年刊 （页面存档备份，存于），皇家香港天文台
- 1984年熱帶氣旋最佳路徑 （页面存档备份，存于），中國氣象局